# Mohammed Mohaqiq

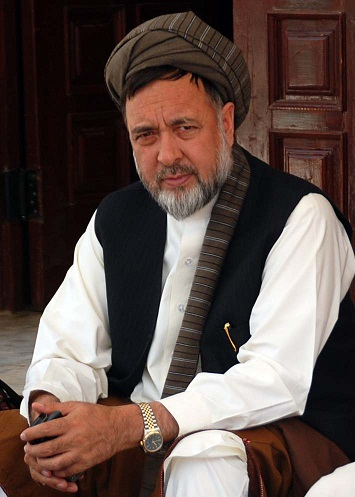
Hadschi Mohammed Mohaqiq

Hadschi Mohammed Mohaqiq (persisch حاجی محمد محقیق, weitere Schreibweisen: Mohaqqiq, Muhaqeq, Mohakik) (* 1955) ist ein afghanischer Politiker und zurzeit Abgeordneter in der Wolesi Dschirga, dem Unterhaus des afghanischen Zwei-Kammern-Parlaments. Mohaqiq wird der Ethnie der Hazara zugerechnet und stammt aus der im Norden Afghanistans gelegenen Stadt Mazar-e Scharif.

## Afghanischer Bürgerkrieg
Mohaqiq war ein wichtiges Mitglied der 1988 von Abdul Ali Mazari gegründeten Islamischen Einheitspartei Afghanistans (persisch حزب وحدت اسلامی افقانستان,  Hezb-e Wahdat-e Eslami-ye Afghanistan), der wichtigsten Partei der schiitischen Hazara in Afghanistan. Er nahm in der Partei die Position des Führers des Exekutivrates für den Norden ein. Trotz der Spannungen zwischen Mohaqiq und seinen Kontrahenten im Norden, dem Usbeken Abdul Raschid Dostum und dem Tadschiken Atta Mohammad Noor, blieb es während des Bürgerkrieges in diesem Gebiet Afghanistans relativ ruhig.
Dies änderte sich erst, als die Taliban in den Norden vorstießen und am 24. Mai 1997 in Mazar-e Scharif einmarschierten. Mohaqiqs Truppen waren am Aufstand der Hazara in Mazar-e Scharif gegen die Taliban am 28. Mai 1997 beteiligt, der zur vorläufigen Rückeroberung der Stadt durch usbekische und Hazara-Kräfte führte. Die Hezb-e Wahdat schloss sich im gleichen Jahr der Nationalen Islamischen Vereinigten Front zur Rettung Afghanistans an, die als Zweckbündnis unter dem Druck des Taliban-Vormarsches ins Leben gerufen wurde. Da jedoch auch dieser Zusammenschluss der ehemaligen Rivalen die Eroberung des Nordens durch die Taliban nicht verhindern konnte, verlor Mohaqiq vorerst seine bisherige Machtposition.

## Zeit nach dem 11. September 2001
Mohaqiqs Hazara-Truppen gelang es nach den Terroranschlägen vom 11. September 2001 am 9. November durch die Unterstützung der US-geführten internationalen Koalition zusammen mit den Kräften Raschid Dostums und Atta Mohammad Noors, Mazar-e Scharif als erste größere Stadt von den Taliban zurückzuerobern. Im Zusammenhang mit der Einnahme der Stadt und der umliegenden Regionen in dem Jahr wie auch im Jahr 1997 bei der ersten Rückeroberung werden den Truppen schwere Übergriffe an ethnischen Paschtunen sowie ethnische Vertreibungen zur Last gelegt. Nach dem Sieg über die Taliban traten die Rivalitäten zwischen den drei Führern wieder offen zu Tage, es kam immer wieder zu Kämpfen.
In der am 22. Dezember 2001 durch das Petersberger Abkommen eingesetzten Interimsverwaltung wurde Mohaqiq einer der vier Vize-Vorsitzenden sowie Minister für Planung. Den Posten des Planungsministers behielt er auch in der am 19. Juni 2002 von einer außerordentlichen landesweiten Loya Dschirga bestimmten Übergangsregierung.
Am 7. März 2004 verlor er seinen Posten als Planungsminister und erhielt auch im am 23. Dezember 2004 vereidigten neuen Kabinett des nun demokratisch gewählten Präsidenten Hamid Karzai kein Amt mehr. Das Amt des Planungsministers übernahm Ramazan Baschardust. In Mazar-e Scharif kam es zu Demonstrationen ethnischer Hazaras, die eine Wiedereinsetzung Mohaqiqs forderten. Mohaqiq selbst behauptete, er sei als Reaktion auf seine Ankündigung, bei den Präsidentschaftswahlen gegen den damals amtierenden Übergangspräsidenten Karzai zu kandidieren, entlassen worden. Dies wurde von Seiten der Karzai-Regierung jedoch bestritten und Mohaqiqs Ausscheiden auf Differenzen mit anderen Kabinettsmitgliedern zurückgeführt.

### Präsidentschaftswahl 2004
Mohaqiq trat offiziell als unabhängiger Kandidat an, da Parteinominierungen durch das Wahlgesetz nicht erlaubt waren. Dennoch galt er als einziger Hazara-Bewerber um das Amt des Präsidenten als Kandidat der wichtigsten Hazara-Partei Hezb-e Wahdat. Er erreichte mit 11,7 % der Stimmen den dritten Platz nach Hamid Karzai (55,4 %) und dem Tadschiken Junus Ghanuni (16,3 %), allerdings noch vor seinem usbekischen Rivalen im Norden Raschid Dostum mit 10 % der Stimmen. 
Dabei war er erwartungsgemäß vor allen Dingen in den Siedlungsgebieten der Hazara erfolgreich, so konnte er in den Hazara-Kernprovinzen Daikondi und Bamiyan in Zentralafghanistan jeweils 84 % beziehungsweise 76 % der Stimmen auf sich vereinigen. Auch bei den im schiitischen Iran lebenden Exilafghanen schnitt er verhältnismäßig gut ab und landete mit 44 % der Stimmen nur knapp hinter Karzai, der 44,4 % der dortigen Stimmen erreichte.

### Parlamentswahl 2005
Mohaqiq trat zu den Parlamentswahlen am 18. September 2005 als Kandidat in der Provinz Kabul an und erreichte dort mit 13,84 % der Stimmen den ersten Platz. Er gehört seitdem im Parlament zu den Kritikern der Karzai-Regierung.
Als am 27. September 2005 Aschraf Ramazan, ein anderer Hazara-Kandidat für die Parlamentswahlen, ermordet wurde, fanden in Mazar-e Scharif Demonstrationen der Hazara statt. Mohaqiq stellte sich an deren Spitze und drohte er mit einem Hungerstreik, wenn Ramazans Mörder nicht vor Gericht gebracht würden.

### Nationale Allianz
Ende 2011 gründete Mohaqiq zusammen mit Ahmad Zia Massoud und Raschid Dostum die Nationale Allianz, die gegen eine Rückkehr der Taliban an die Macht kämpft. Die Allianz plant mit einem eigenen Kandidaten bei der Präsidentschaftswahl in Afghanistan 2014 anzutreten.